# أفشالوم فاينبيرغ

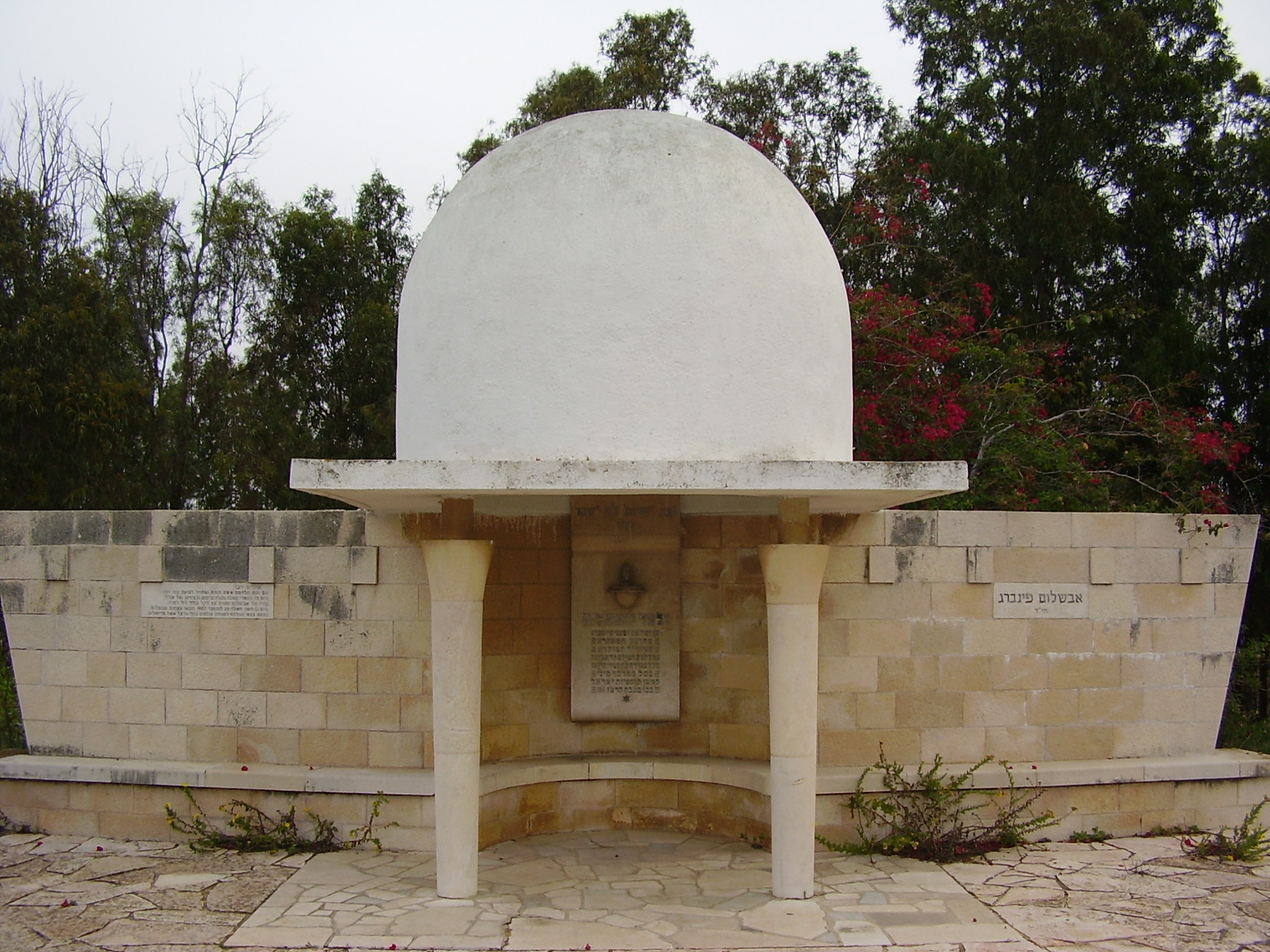
نصب تذكاري لفينبرغ

أفشالوم فاينبيرغ ((بالعبرية: אבשלום פיינברג‏) (حياته: 23 أكتوبر 1889 - 20 يناير 1917) كان أحد قادة مجموعة نيلي، وهي شبكة تجسس يهودية اسست في فلسطين على زمن الدولة العثمانية، وكانت اهداف هذه المجموعة هو مساعدة البريطانيين في محاربة الإمبراطورية العثمانية خلال الحرب العالمية الأولى.
وُلد فاينبرغ في غديرا، فلسطين، التي كانت آنذاك جزءًا من الإمبراطورية العثمانية. والده هو إسرائيل لوليك فاينبرغ ووالدته هي فاني فاينبرغ (اسم عائلتها قبل الزواج: بيلكيند). كان لديه شقيقتان، تزيلا وشوشانا.  درس فاينبرغ في فرنسا. ثم عاد للعمل مع آرون آرونسون في محطة أبحاث العلوم الزراعية في عتليت. بعد فترة وجيزة من بدء الحرب، أسست سارة آرونسون مجموعة نيلي بشكل سري مع أشقاءها (ريفكا، ألكس، آرون) ومع افاشالوم فاينبيرغ. وانضم إليهم فيما بعد يوسف ليشانسكي واشخاص آخرون. في عام 1915، سافر فاينبرغ إلى مصر وتواصل مع المخابرات البحرية البريطانية. في عام 1917، سافر فاينبرغ مرة أخرى إلى مصر، سيراً على الأقدام. ولكن على ما يبدو؛ قُتل افشالوم أثناء عودته من رحلته هذه على يد مجموعة من البدو بالقرب من الجبهة البريطانية في سيناء، بالقرب من رفح. كان مصيره غير معروف حتى بعد حرب الأيام الستة عام 1967، حيث عُثر بعد ذلك على رفاته تحت شجرة نخيل نمت من بذور تمر كانت موجودة في جيبه، أي قامت هذه الشجرة بكشف المكان الذي كان يرقد فيه.
في عام 1979 تم تسمية مستوطنة إسرائيلية جديدة في شبه جزيرة سيناء، باسم أفشالوم، تيما باسمه. على الرغم من أنه تم التخلي عنها في عام 1982، بعد اتفاقات كامب ديفيد. ولكن تم تسمية قرية جديدة التي تأسست في إسرائيل في عام 1990 بنفس الاسم.

## روابط خارجية
- أفشالوم فينبرغ الصهيونية-إسرائيل
- رسائل كتبها أفشالوم فاينبرغ في مشروع بن يهودا (in Hebrew)